# Assimilationspolitik
Assimilationspolitik eller assimileringspolitik avser politiska åtgärder i syfte att förmå etniska grupper i ett land att överge sin egen etniska identitet och istället uppgå i majoritetsbefolkningen genom assimilation. Idag syftar assimileringspolitik vanligen på att genom politiska åtgärder försvåra invandrares möjlighet att behålla hemlandets kultur, språk, värderingar och ibland religion. I ett historiskt perspektiv har assimileringspolitik använts även mot minoriteter och mot koloniserad befolkning. 

## Invandrare
I USA har de flesta invandrare assimilerats och anammat engelskan och det amerikanska levnadssättet.[källa behövs] En aktiv assimileringspolitik förs idag i bland annat Frankrike, Danmark och Japan.[källa behövs]

## Urfolk
I Sverige inleddes en assimilationspolitik mot Mellansveriges skogssamer på 1600-talet, efter tidigare misslyckade försök att driva bort dem från bondebebyggelsen till fjällområdet för att undvika konflikter om jaktområden. Skogssamerna övergick därmed till att ta anställning som "sockenlappar", med särskilda arbetsuppgifter som inte den övriga bondebefolkningen ville ha. Sockenlapparna är helt assimilerade i det svenska bondesamhället sedan mitten av 1800-talet.
Medan de flesta länders politik har varit inriktad på assimilation av urfolken hade den svenska staten länge segregation av nomadiserande och renskötande fjällsamer som mål. Det tog sig uttryck i den svenska lapp-ska-vara-lapp-politiken som växte ram under slutet av 1800-talet och formulerades 1906.

## Andra minoritetsfolk
I Sverige fördes en assimileringspolitik mot romer på 1960-talet. Romerna skulle då lämna sin gamla livsstil och flytta in i nya lägenheter och tas om hand av samhället. Resultatet är omtvistat.

## Kolonisering
Frankrike har bedrivit assimilationspolitik mot kolonialbefolkningen i flera länder. I bland annat Senegal har politiken kritiserats för att ligga bakom framväxten av en utbildad inhemsk elit, som tagit en stor del av den politiska makten. Även USA:s assimilationspolitik i Filippinerna anses ha lett till samma sak.

## Integration
De flesta industriländer, såsom Sverige, tillämpar istället integrationspolitik. Denna syftar till att utjämna socioekonomiska skillnaden mellan invandrare och infödda och inlemma invandrarna som medborgare i samhället, men gör inga anspråk på att förändra invandrares språk, kultur eller vanor utöver det som krävs av lagar och samhällsinstitutioner.